# Sulz im Wienerwald
Sulz im Wienerwald ist ein Dorf und eine Katastralgemeinde in der Gemeinde Wienerwald im Bezirk Mödling in Niederösterreich. Hier befindet sich das Gemeindeamt und das Dorf ist auch statistisch als Hauptort ausgewiesen.

## Lage
Der Kirchweiler nördlich von Heiligenkreuz liegt in der Talsenke des Mödlingbaches. Den Übergang zu Kaltenleutgeben bildet die Sulzer Höhe, eine weitläufige Wiesenfläche.

## Verbauung
Es gibt einige Wienerwaldstreckhöfe, einige Villenbauten aus der Zeit um 1900 und neuere Einfamilienhäuser.

## Geschichte
Der Ort wurde 1133/1166 urkundlich genannt.

## Kultur und Sehenswürdigkeiten

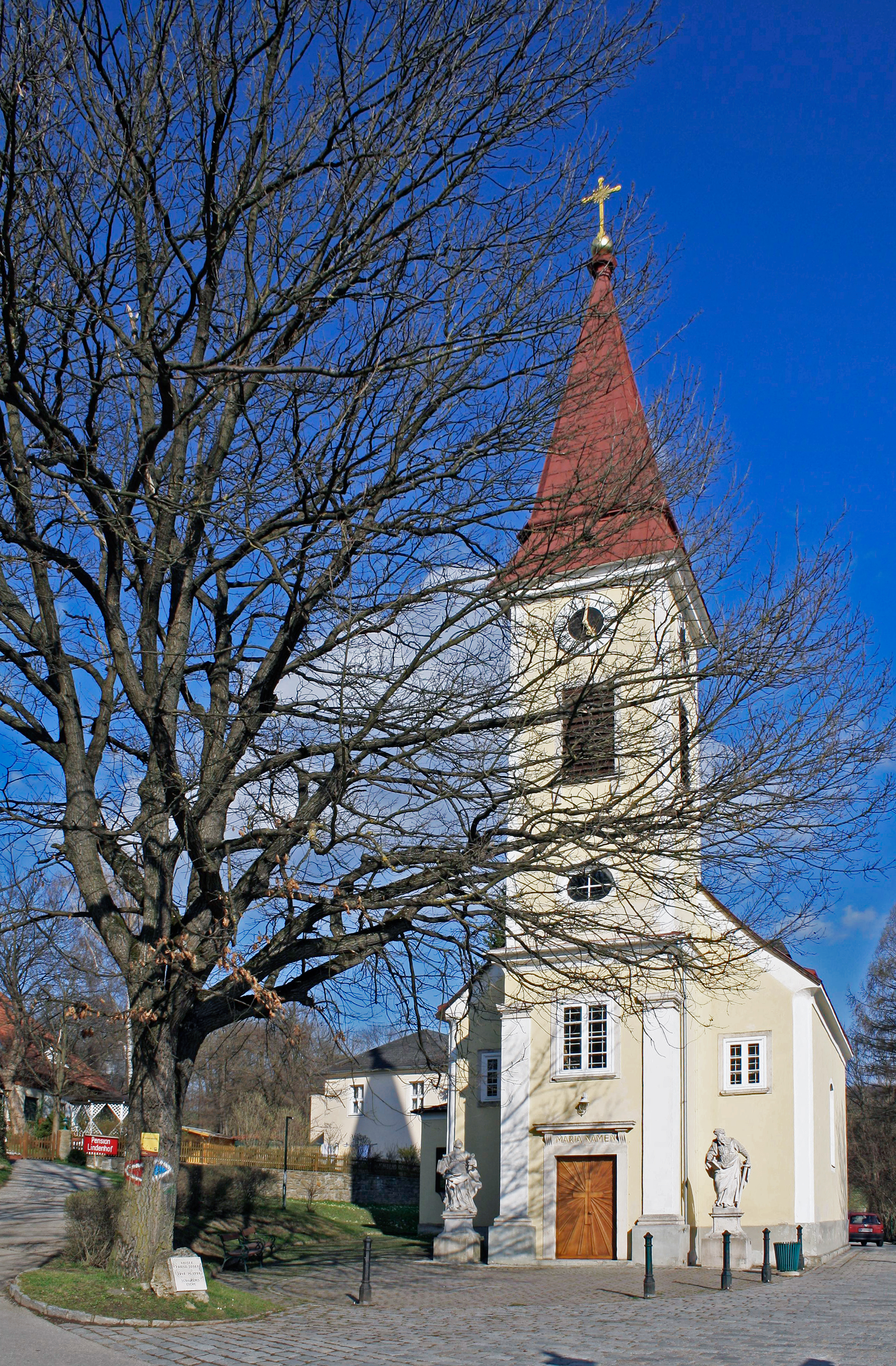
Pfarrkirche Sulz im Wienerwald mit der als Naturdenkmal geschützten Kaisereiche

- Katholische Pfarrkirche Sulz im Wienerwald Mariä Namen
- Pfarrhof Sulz im Wienerwald
- Kriegerdenkmal auf dem Kirchenplatz
- Wegkapelle Sulz im Wienerwald am südwestlichen Ortsrand
- Eine der Jugendstil-Villen, die Villa Luise steht unter Denkmalschutz.

### Medien
- Sulz ist Schauplatz des österreichischen Publikumsrekord setzende österreichische Film Hinterholz 8 (1998).